# Jegor Strojew

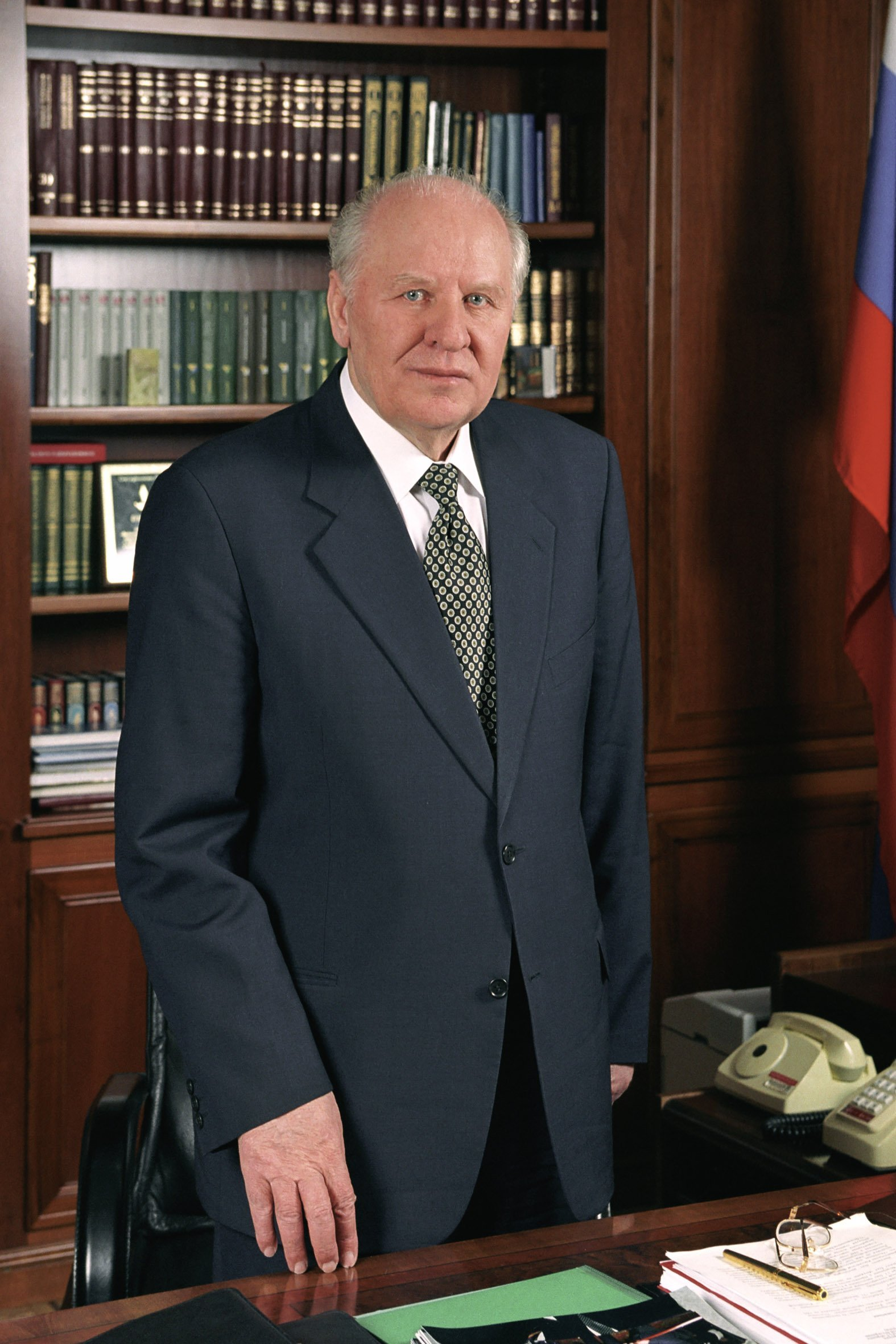
1996

Jegor Siemionowicz Strojew (ros. Его́р Семёнович Стро́ев, ur. 25 lutego 1937 we wsi Dudkino w obwodzie orłowskim) – radziecki i rosyjski polityk.

## Życiorys
Od 1958 należał do KPZR, 1960 ukończył Miczuriński Instytut Owocowo-Warzywny im. Miczurina, od 1963 był funkcjonariuszem partyjnym w obwodzie orłowskim. W 1969 ukończył Wyższą Szkołę Partyjną przy KC KPZR, doktor nauk rolniczych, 1973-1984 sekretarz Komitetu Obwodowego KPZR w Orle, 1984-1985 inspektor KC KPZR. Od 22 czerwca 1985 do 25 września 1989 I sekretarz Komitetu Obwodowego KPZR w Orle, 1986-1991 członek KC KPZR, od 20 września 1989 do 23 sierpnia 1991 członek Sekretariatu KC KPZR – sekretarz KC KPZR, od 14 lipca 1990 do 23 sierpnia 1991 członek Biura Politycznego KC KPZR. Deputowany do Rady Najwyższej ZSRR 11 kadencji. Deputowany ludowy ZSRR. 1992-1993 dyrektor Wszechrosyjskiego Instytutu Naukowo-Badawczego Selekcji i Sortowania Kultur Owocowych i Jagodowych w Orle, od 1993 stał na czele administracji obwodu orłowskiego, 1996-2001 był przewodniczącym Rady Federacji Zgromadzenia Federalnego Federacji Rosyjskiej. W listopadzie 2005 wstąpił do partii Jedna Rosja.

## Odznaczenia i nagrody
- Order „Za zasługi dla Ojczyzny” I klasy (2001)
- Order „Za zasługi dla Ojczyzny” II klasy (1997)
- Order „Za zasługi dla Ojczyzny” III klasy (1996)
- Order „Za zasługi dla Ojczyzny” IV klasy (2007)
- Order Rewolucji Październikowej (1974)
- Order Czerwonego Sztandaru Pracy (1987)
- Medal „Za pracowniczą dzielność” (1971)
- Nagroda Prezydenta Federacji Rosyjskiej

I inne.